# Troglohyphantes diabolicus
Troglohyphantes diabolicus là một loài nhện trong họ Linyphiidae.
Loài này thuộc chi Troglohyphantes. Troglohyphantes diabolicus được Christa L. Deeleman-Reinhold miêu tả năm 1978.